# کودکی در دربار شاه آرتور
کودکی در دربار شاه آرتور (به انگلیسی: A Kid in King Arthur's Court) فیلم خانوادگی دیزنی به کارگردانی مایکل گوتلیب، محصول سال ۱۹۹۵ است. فیلم براساس رمان مشهور «کانکتیکات یانکی در دربار شاه آرتور» از مارک توین، نویسنده و طنزپرداز آمریکایی، ساخته شده‌است؛ که داستان فیلم در قرن بیستم اتفاق می‌افتد. توماس ایان نیکلاس، جاس آکلند، ارت مالک، پالوما بائزا، کیت وینسلت، دنیل کریگ و ران مودی بازیگران این فیلم هستند.